# Міжлісся (Полєський район)
Міжлісся (рос. Междулесье) — селище Полєського району, Калінінградської області Росії. Входить до складу Саранського сільського поселення.
Населення —  54 особи (2015 рік). 

## Населення
| 2002 | 2010 | 2012 | 2013 |
| ---- | ---- | ---- | ---- |
| 42   | ↗54  | ↘48  | →48  |